# Boise State University
Die Boise State University (BSU) ist eine staatliche Universität in Boise im US-Bundesstaat Idaho. Mit 23.886 Studierenden war sie 2016 die größte Universität in Idaho. 

## Geschichte
Die Hochschule wurde im Jahr 1932 als Boise Junior College durch die Episcopal Church gegründet. Schon 1934 löste sich die Universität von der Kirche. Im Jahr 1965 waren etwa 5.000 Studenten eingeschrieben und 1969 wurde die Universität in das staatliche Hochschulsystem eingegliedert. Damit erfolgte auch eine Namensänderung in Boise State College. 1974 erhielt die Universität ihren heutigen Namen Boise State University. Präsident der Hochschule war von 1993 bis 2003 der Chemiker Charles P. Ruch, von 2003 bis 2018 der Politikwissenschaftler Robert Kustra.

## Studium und Organisation
Die Universität ist wie an US-amerikanischen Universitäten üblich in sogenannte Colleges gegliedert, welcher einer Fakultät entspricht:
- Arts and Sciences
- Business and Economics
- Education
- Engineering
- Graduate Studies
- Health Sciences
- School of Public Service
- Innovation and Design

An der Universität können Abschlüsse in rund 200 verschiedenen Fächern erworben werden. 

## Campus
Der Campus liegt am Boise River gegenüber der Downtown der Stadt Boise auf einer Höhe von 823 m über dem Meeresspiegel. Im Mai 2017 wurde für 42 Millionen Dollar ein neues "Center for the Fine Arts" eröffnet.
Berühmt im Campus ist zudem das Football-Stadion (Albertsons Stadium) der Broncos auf Grund des blauen Spielfelds (Blue Turf).

## Zahlen zu den Studierenden, den Dozenten und zum Vermögen
Im Herbst 2020 waren 24.069 Studierende an der Boise State eingeschrieben. Davon strebten 20.763 (86,3 %) ihren ersten Studienabschluss an, sie waren also undergraduates. Von diesen waren 57 % weiblich und 43 % männlich; 3 % bezeichneten sich als asiatisch, 2 % als schwarz/afroamerikanisch, 14 % als Hispanic/Latino und 73 % als weiß. 3.306 (13,7 %) arbeiteten auf einen weiteren Abschluss hin, sie waren graduates. Es lehrten 1.377 Dozenten an der Universität, davon 784 in Vollzeit und 593 in Teilzeit.
2016 waren 23.886 Studierende eingeschrieben gewesen.
Der Wert des Stiftungsvermögens der Universität lag 2021 bei etwa 150,7 Mio. US-Dollar und damit 32 % höher als 2020, wo er 113,9 Mio. US-Dollar gewesen waren.

## Sport
Das Sportteam der Boise State University sind die Broncos. Mit Beginn der Saison 2011/12 wechselte die Universität mit nahezu allen Sportarten von der Western Athletic Conference zur Mountain West Conference. Die Mannschaften der Ringer sind Mitglied der Pacific-12 Conference, die Turnerinnen sind unabhängig. Mit den reichhaltigen und erfolgreichen Sport-Programmen ist die BSU als eine Division I-Schule innerhalb der NCAA gelistet.

## Persönlichkeiten
- Jay Ajayi, Profi-Footballspieler aus England
- Ashton Jeanty, aktueller Footballspieler der Boise State Broncos
- Markus Koch, Profi-Footballspieler aus Deutschland
- Doug Martin, Profi-Footballspieler